# پوکر پیستول
پوکر پیستول ( ایتالیایی: Un poker di pistole) یک فیلم وسترن اسپاگتی ایتالیایی محصول ۱۹۶۷ به کارگردانی جوزپه وری است.

پوستر فیلم در تبلیغات روزنامه‌ای ایران

## بازیگران
- جورج هیلتون در نقش پونسون
- جورج ایستمن در نقش لوکاس
- آنابلا اینکونتررا در نقش لولا
- میمو پالمارا در نقش استاد
- خوزه تورس در نقش لازار

## نمایش فیلم در ایران
فیلم پوکر پیستول احتمالا برای بار نخست در تاریخ چهارشنبه ۱۵ بهمن ۱۳۴۸ خورشیدی در سه سینمای کاپری، سهیلا و درایوین سینما ونک در تهران به نمایش درآمد.
فیلم پوکر پیستول، پس از یک هفته نمایش، در تاریخ چهارشنبه ۲۲ بهمن ۱۳۴۸، جای خود را به فیلمهای گاو  در سینما کاپری و فیلم ایتالیایی لشکر ۵ نفره در درایوین سینما ونک داد، ولی نمایش فیلم برای یک هفته دیگر در سینما سهیلا ادامه پیدا میکند.